# Graham Rust
Graham Rust (* 1942 in Hertfordshire, England) ist ein international bekannter Künstler und Wandmaler.

## Leben
Graham Rust studierte Zeichnen und Malen an der Polytechnic School of Art, der Central School of Arts and Crafts in London und Woodbury School in Virginia, USA. Nachdem er zwei Jahre für das „Architectural Forum“ der Times Inc. gearbeitet hatte, widmete sich als Freiberufler der Kunst und trat besonders als Wandmaler und Trompe-l’œil-Künstler hervor. In den nächsten Jahrzehnten führte er international zahlreiche Wand- und Deckenmalereien aus.
Graham Rust lebt und arbeitet im englischen Suffolk.

## Werk
Das bekannteste Werk Graham Rusts ist seine Wandmalerei „The Temptation“ (Die Versuchung Jesu Christi) in der Eingangshalle von Ragley Hall in der Nähe von Alcester in der Grafschaft Warwickshire. Von der Besitzerin des Schlosses, der 8. Marquess of Hertford in Auftrag gegeben, arbeitete er 14 Jahre, von 1969 bis 1983, an diesem Werk, das unter anderem auch zahlreiche Mitglieder der Familie des Marquis und der Marquess of Hertford auf einer Empore in einer illusionistisch gemalten Säulenhalle zeigt.
Neben seiner künstlerischen Arbeit trat er auch als Autor hervor und verfasste mehrere Bücher, darunter „The Painted House“, das in mehrere Sprachen übersetzt wurde und am Beispiel einer imaginären Villa mögliche Wandmalereien und Entwürfe für die einzelnen Zimmer zeigt. Teilweise sind original erstellte Wandbilder von Rust in diesen Räumen abgebildet. Graham Rust betätigte sich auch erfolgreich als Illustrator.
Auf seinen Reisen in verschiedene Kontinente fertigte er Ansichten und Gemälde der dortigen Landschaften an, die er in der Londoner Hazlitt Galerie, der Spink & Son Galerie und der Colnaghi Galerie ausstellte. Seine Werke wurden bisher in 24 Einzelausstellungen gezeigt.

## Einzelausstellungen
- 1964: The Instituto Panameneo de Arts, Panama, Drawings
- 1965: The Oxford Union, Drawings and Watercolours
- 1965: The Jason Gallery, New York, Drawings
- 1965: Duncombe Park, Yorkshire, Paintings and Drawings
- 1969: Duncombe Park, Yorkshire, Paintings and Drawings
- 1972: Hazlitt, Drawings London and Rome
- 1973: Hazlitt, Autumn in Provence
- 1975: Spink, Rust in India
- 1976: Spink, Rust in Greece
- 1977: Spink, The West Indies and other works
- 1978: Lane Crawford, Hong Kong, Drawings and Watercolours
- 1980: 40 Belgrave Square and Ragley Hall, R.C.S.B. Benefit
- 1981: Gainsborough’s House, Suffolk, A Travelers Sketchbook
- 1982: Spink, The Holy Land
- 1985: The Alpine Gallery, London, R.C.S.B. Benefit
- 1987: Leighton House, London, „The Painted House“
- 1987: Roger Ramsey Gallery, Chicago
- 1988: Stubbs Gallery, New York
- 1989: Robert Domergue Inc., San Francisco
- 1989: Melrose Place Gallery, Los Angeles
- 1990: Colnaghi, London, R.C.S.B. Benefit
- 1993: The Museum of Garden History, London
- 1996: Raphael Valls Gallery, London
- 1999: Marlborough House, London, Sightsavers Benefit

## Publikationen
- 1987: „The Painted House“ Cassells / USA-Bullfinch
- 1996: „Decorative Designs“ Cassells / USA-Bullfinch
- 1998: „Needlepoint Designs“ Ward Locke / USA Rizzoli
- 2001: „The Painted Ceiling“ Constable / USA Little Brown

## Illustrierte Bücher
- 1986: „Fruite of the Earth“ Michael Joseph / USA David Godine
- 1986: „The Secret Garden“ Michael Joseph / USA David Godine
- 1989: „A Little Princess“ Michael Joseph / USA David Godine
- 1991: „The Secret Garden Notebook“ Letts
- 1993: „Some Flowers: Vita Sackville West“ Pavilion & National Trust / USA Abrams
- 1993: „Little Lord Fauntleroy“ Michael Joseph / USA David Godine
- 1994: „The Fine Art of Dining“ Little Brown
- 2001: „Claro en la Selva“ Luis Pujadas y Ortiz, Red Lion Express